# Impatiens stenosepala
Impatiens stenosepala là một loài thực vật có hoa trong họ Bóng nước. Loài này được E. Pritz. mô tả khoa học đầu tiên năm 1900.